# Zeitschrift für die Alttestamentliche Wissenschaft
Zeitschrift für die Alttestamentliche, abbreviata con ZATW/ZAW, è una rivista accademica in lingua tedesca fondata nel 1881. I suoi articoli si riferiscono alla teologia, linguistica e al criticismo storico della Bibbia ebraica.
Mentre ancora nelle prime decadi del XX secolo essa esprimeva in modo marcato un punto di vista protestante in merito all'Antico Testamento, negli anni duemila ha iniziato a evidenziare una visione più ecumenica e giudaico-cristiana degli argomenti trattati.
Il suo primo direttore fu Bernhard Stade. Negli anni duemila, i redattori sono stati Hans-Christoph Schmitt e Ernst-Joachim. La casa editrice Walter de Gruyter pubblica due numeri all'anno sia in edizione a stampa che online (codifica ISSN 1613-0103).
La maggior parte dei contenuti è pubblicata in lingua tedesca, con alcuni articoli in inglese e francese.
La rivista omologa per il Nuovo Testamento è  Zeitschrift für die Neutestamentliche Wissenschaft (ZNW). Anch'essa è una rivista semiannuale in lingua tedesca, inglese e francese, edita dalla Walter de Gruyter. Fondata nel 2900, al 2020 è valutata come rivista di classe A dalla Fondazione europea per la scienza. I suoi articoli riguardano la storia della Chiesa nei primi secoli, la Patristica e gli studi neotestamentari.